# Сомерлед
Сомерлед (гэльск. Somhairle) — гэло-норвежский полководец, основатель и первый правитель (1156—1164) королевства Островов на Гебридах и западном побережье Шотландии.

## Происхождение и родственные связи
Почти ничего не известно о происхождении и первой половине жизни Сомерледа. Его имя имеет норвежские корни и означает «летний воин», то есть «викинг». С другой стороны, имя его отца — Гилла-Бригте (гэльск. Gilla-Brigte — «слуга святой Бригитты», то есть в смысле «посвященный святой Бригитте») — говорит о гэльском происхождении. Родовые хроники клана Макдональд выводят родословие Сомерледа к дал-риадским вождям середины IX века. Очевидно, что Сомерлед был представителем той смешанной гэло-норвежской элиты (гэльск. Gall-Gaedhil), которая сформировалась на западном побережье Шотландии после походов викингов IX—X веков.
К середине XII века Гебридские острова контролировались королями Мэна, находившимися в вассальной зависимости от Норвегии, а Аргайл официально считался владением шотландских королей. Однако на практике власть этих держав в регионе была чисто номинальной. Вероятно в 1130-х годах Сомерлед каким-то образом установил свою власть над Аргайлом. В 1140-х годах он подчинил Кинтайр, Ковал, остров Малл, и женился на Рагнхильде, дочери Олафа I, короля Мэна. Сестра Сомерледа вышла замуж за мормэра Морея Малькольма Макхета, вероятно, потомка шотландского короля Макбета. Дочь от этого брака стала женой Харальда II — последнего из великих ярлов Оркнейских островов. Родственные связи Сомерледа свидетельствуют о том, что он находился в самом центре гэльско-норвежской культурно-политической общности, противостоявшей королям Шотландии и англо-нормандскому феодализму.

## Создание королевства Островов

Территория королевства Островов при Сомерледе

Впервые Сомерлед упомянут в шотландских хрониках под 1153 годом, когда он поддержал восстание Макхетов, претендовавших на шотландский престол после смерти короля Давида I. Войска Сомерледа, вероятно, вторглись в Ментейт, но были остановлены графом Гилкристом. Неудача в Шотландии и начавшиеся раздоры в королевстве Мэн придали политике Сомерледа новое направление — в сторону Гебридских островов и Мэна.
В 1155 году часть скандинавских баронов Мэна обратилась к Сомерледу с предложением прислать на остров его сына Дугала, внука короля Олафа I, с целью свержения правившего тогда короля Годреда II. Сомерлед не замедлил воспользоваться предоставившейся возможностью. 5-9 января 1156 года, в день Богоявления, флот Сомерледа разгромил Годреда II. Король Мэна был вынужден уступить Сомерледу южную часть Гебридских островов. Но уже в 1158 году войска Сомерледа вновь вторглись на Мэн и изгнали Годреда II.
Таким образом было основано новое государство — королевство Островов, включавшее Гебриды, Остров Мэн и Аргайл. На смену скандинавским королям Мэна пришла по преимуществу гэльская морская держава. Государство, основанное Сомерледом, просуществовало в той или иной форме до конца XV века и сыграло большую роль в развитии гэльской культуры и национального самосознания. Значение кельтской составляющей уже в начальный период существования королевства Островов хорошо демонстрирует тот факт, что Сомерлед именовался согласно ирландской традиции королём Островов (гэльск. rí Innse Gall), а не норвежским титулом конунга или ярла.

## Религиозная политика
В качестве короля Сомерлед вошёл в шотландскую историю своей попыткой возродить традиции кельтского монашества в противовес расширяющемуся влиянию континентальных церковных орденов. Он пригласил на Айону одного из ирландских епископов для реформирования монастыря, основанного ещё святым Колумбой в VI веке. Традиция также приписывает Сомерледу основание бенедиктинского аббатства на Айоне и цистерцианского монастыря в Садделле, однако, скорее всего, это были создания его сына Ранальда.

## Гибель Сомерледа
Роль Сомерледа как лидера гэльско-норвежской культурной общности ярко проявилась в событиях 1164 года. Латинская поэма Carmen de Morte Sumerledi, написанная одним из его современников, в деталях рассказывает о мощном гэльском вторжении в регион Клайдсайда. Флот из 160 галер (очевидно, преувеличение) с солдатами с Гебридов, Аргайла и Дублина во главе с Сомерледом поднялся вверх по реке Клайд до Ренфру, разоряя по пути шотландские земли. Это вторжение в последнее время рассматривается как одна из первых попыток вооруженного гэльского противостояния процессам феодализации и проникновению в Шотландию англо-нормандского дворянства. Район Клайда с середины XII века перешёл под контроль феодалов нормандского происхождения (Стюарты, де Морвилли), что представляло угрозу для гэльских государств западного побережья Шотландии.
Как бы то ни было, в битве при Ренфру гэльская армия была разбита ополчением Стюартов, а сам Сомерлед погиб. Его тело было захоронено на Айоне. Значение Сомерледа для истории гэльской культуры Шотландии трудно преуменьшить: ему удалось создать достаточно прочное государство, которое позволило сохранить древнюю кельтскую культуру западной Шотландии, несмотря на всё более усиливающее английское влияние и феодальные традиции.

## Дети Сомерледа
Сомерлед имел, по крайней мере, пятерых сыновей: Дугала, Ранальда, Ангуса, Олафа и Гиллебригте, а также дочь Бетаг. Первые три разделили после смерти отца его владения и стали родоначальниками нескольких шотландских кланов. Гиллебригте погиб вместе с отцом в битве при Ренфру, а Бетаг вошла в историю как основательница женского августинского монастыря на Айоне.

## Комментарии
1. ↑  Согласно «Книге клана Ранальд», Сомерлед имел и других жён: традиции полигамии были достаточно распространены среди кельтов.